# Незабываемое лето
«Незабываемое лето» (рум. O vară de neuitat, фр. Un été inoubliable) — драматический фильм румынского режиссёра Лучиана Пинтилие, выпущенный в 1994 году. Фильм о том, как на фоне межнациональных распрей, этнических «чисток», насилия и жестокости разворачивается история любви офицера.

## Сюжет
Румыния, 1925 год. Мария-Тереза фон Дебреци (Кристин Скотт Томас) отвергает чувства влюблённого в неё офицера, который командует подразделением, где служит муж Марии-Терезы. Вследствие отказа девушки её семья оказывается отправленной в горячую точку на границе Болгарии и Румынии.

## В ролях
- Кристин Скотт Томас — Мария-Тереза фон Дебреци
- Клаудиу Блеонтц — капитан Петре Думитриу
- Ольга Тудораче — Ворворяну
- Джордже Константин — генерал Чилибиа
- Ион Павлеску — Сербан Лескари
- Марсель Юрес — генерал Ипсиланти
- Рэзван Василеску — лейтенант Туртуряну
- Иоан Гури Паску